# Lope de Ulloa y Lemos

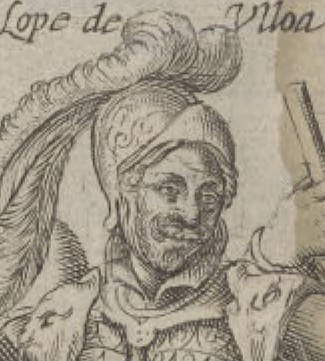
Lope de Ulloa y Lemos, según la obra de Alonso Ovalle.

Lope de Ulloa y Lemos, (*Galicia ¿1572? - † Concepción (Chile), 8 de diciembre de 1620); militar español que, designado por el virrey del Perú Francisco de Borja y Aragón, Príncipe de Esquilache, desempeñó el cargo de capitán general y gobernador de Chile, además de presidente de su Real Audiencia. Su gobierno en aquella destinación colonial se extendió por dos años, entre el enero de 1618 y diciembre de 1620, fecha de su fallecimiento. Se creyó que había muerto envenenado.

## Antes de ser gobernador
En su juventud, enrolado en el ejército, sirvió en Filipinas y en Nueva España (México). En 1604, teniendo unos 32 años, pasó al Perú como parte del séquito de virrey Gaspar de Zúñiga y Acevedo, conde de Monterrey. En Lima se casó con una rica heredera y comenzó a alcanzar puestos más encumbrados: capitán de la Compañía de Gentiles Hombres de la guardia del virrey, general de la caballería, miembro de la junta de guerra y prefecto de una congregación de seglares de la Compañía de Jesús. 
Este último puesto era políticamente relevante, pues aseguraba su total adhesión al jesuita Luis de Valdivia, que, con gran oposición de los españoles de Chile, había convencido a la corona de implementar la política conocida como Guerra Defensiva en la frontera con la nación mapuche.

## Gobernador de Chile
El 12 de enero de 1618 desembarcó en Concepción, acompañado de un refuerzo de 160 soldados. Dos días después asumía el cargo, reemplazando al interino Fernando Talaverano Gallegos, que volvió a sus funciones ordinarias de oidor en la Real Audiencia.
La primera gran conclusión que sacó fue que el ejército español de la frontera (1.415 hombres) era totalmente insuficiente para enfrentar la guerra de Arauco. Alarmado, cuando no había pasado un mes de su llegada, se animó a escribir al rey Felipe III pidiendo un refuerzo de mil soldados.
Tras un par de meses en la frontera se trasladó a Santiago, donde se trenzó en largas discusiones con la Real Audiencia de Chile por cuestiones de etiqueta relativas a si debía tomársele juramento bajo un dosel, parado o sentado, con sombrero o sin él, etc. Finalmente juró, después de algunos meses, sentado y descubierto, pero sin dosel.
En cuanto a la Guerra de Arauco, Ulloa se limitó a continuar con la política de Guerra Defensiva, y a conferir cada vez mayor autoridad al padre Luis de Valdivia. 

### Ordena buscar una ciudad perdida

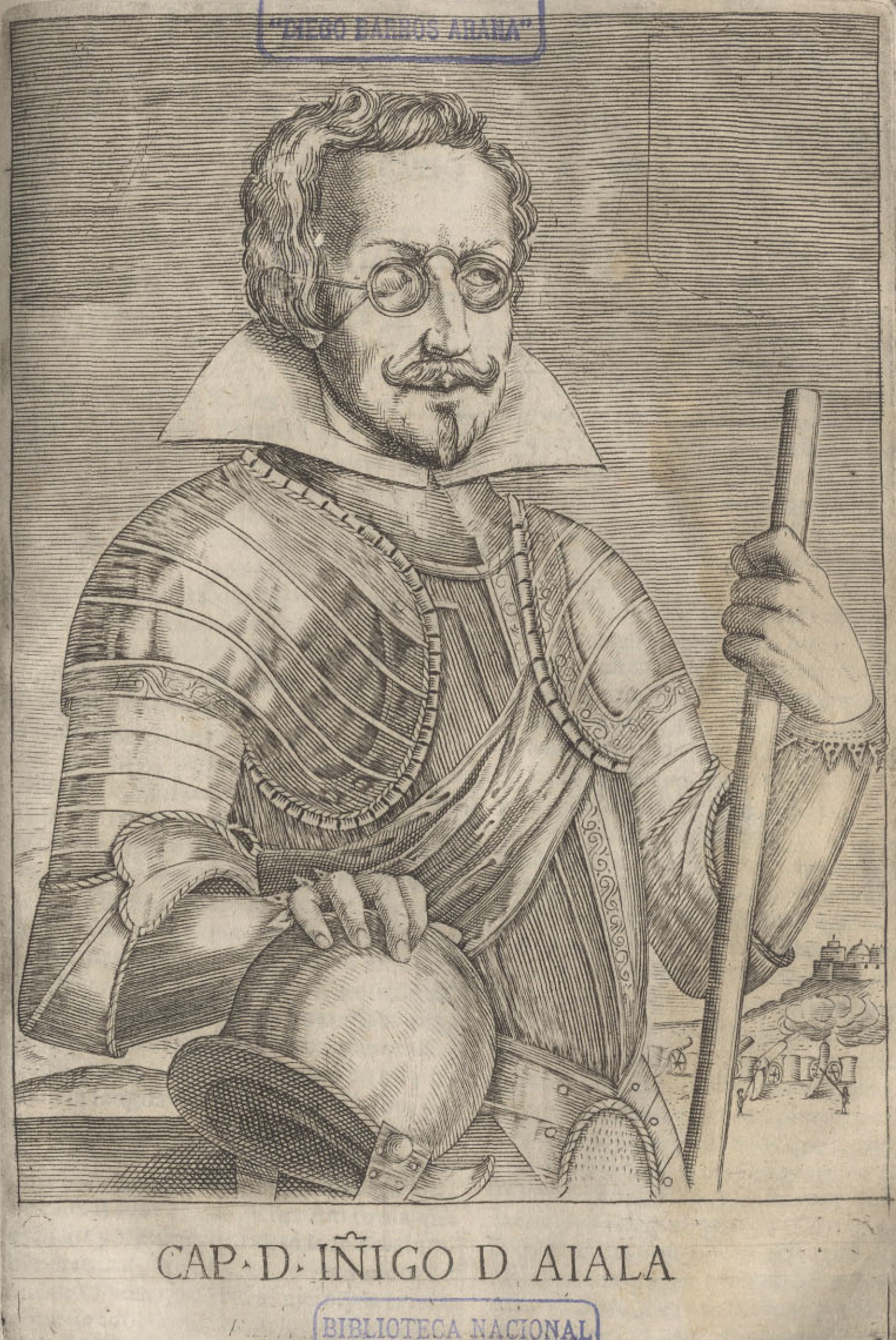
Íñigo de Ayala, acusado de haber participado en el supuesto envenenamiento.

Ulloa se interesó por el mito de la Ciudad de los Césares. Se suponía que la malhadada expedición de Alonso de Camargo, en 1540, había logrado fundar una ciudad perdida de españoles en la Patagonia. Ordenó en marzo de 1620 al corregidor de Cuyo, Pedro de Escobar Ibacache, que realizara una búsqueda por la pampa, que no obtuvo mayores resultados, pero recopiló informes vagos que animaron a las siguientes expediciones. 
Por otro lado, en Chiloé, el 6 de octubre de 1620, salió una precaria expedición, en la que 5 españoles y algunos indios, embarcados en tres débiles piraguas, se lanzaron a los turbulentos canales australes de Chile. Esta expedición, comandada por el piloto Juan García Tao se supone que alcanzó el Golfo de Penas, pero no puede saberse, pues el práctico no sabía fijar su posición en coordenadas.

### Causas de su muerte
El último año del gobierno, 1620, fue de infortunio. El invierno fue tan fuerte que Santiago se inundó cinco veces. En abril Ulloa ya estaba bastante enfermo. falleció en la mañana del 8 de diciembre de 1620. Su cadáver, sepultado ostentosamente en la iglesia de San Francisco de Concepción, como lo habían sido otros de sus predecesores, fue llevado más tarde al Perú por encargo de su viuda Francisca de Coba y Lucero; y designó como interino al doctor y oidor de la Real Audiencia, Cristóbal de la Cerda y Sotomayor.